# إيمرسون دوارتي
إيمرسون دوارتي (بالبرتغالية: Emerson Duarte‏) هو لاعب رماية برازيلي، ولد في 18 أكتوبر 1971 في كامبيناس في البرازيل.

## وصلات خارجية
- إيمرسون دوارتي على موقع الاتحاد الدولي (الإنجليزية)
- إيمرسون دوارتي على موقع أوليمبيديا (الإنجليزية)
- إيمرسون دوارتي على موقع اللجنة الأولمبية البرازيلية (البرتغالية)